# DS Возничего
DS Возничего (лат. DS Aurigae) — одиночная переменная звезда в созвездии Возничего на расстоянии (вычисленном из значения параллакса) приблизительно 6822 световых лет (около 2092 парсеков) от Солнца. Видимая звёздная величина звезды — от +17,2m до +14,5m.

## Характеристики
DS Возничего — красная углеродная пульсирующая медленная неправильная переменная звезда (LB:) спектрального класса C(N). Эффективная температура — около 3298 К.